# رابطة واشنطن للصناعة والتكنولوجيا
رابطة واشنطن للصناعة والتكنولوجيا، كانت تسمّى سابقًا «تحالف واشنطن للبرمجيات» وهي رابطة بارزة في الصناعة والتكنولوجيا والأعمال وفيها ما يقارب ألف شركة عضو وهي واقعة في واشنطن، مقاطعة كولومبيا.
الرابطة تقيم فعاليات متنوعة مثل: فعاليات تعليمية وتدريبية، اجتماعات المائدة المستديرة مع الرئيس التنفيذي، ندوات متتابعة، ومجموعات ذات اهتمام خاص. وتشارك الرابطة في الدفاع عن المصالح التكنولوجية في واشنطن العاصمة بشكل عام وفي مدينة اولمبيا بالتحديد.
تحالف واشنطن للبرمجيات تمًّ إعادة تسميته إلى رابطة واشنطن للصناعة والتكنولوجيا في عام 2008.